# Schöne kurzweilige teutsche Lieder
Schöne kurzweilige teutsche Lieder är i grunden profana kompositioner som småningom bearbetats till koraler för psalmer. Samlingen är utgiven av Jakob Regnart 1578 i Nürnberg.
Ur samlingen är minst en melodi välkänd än idag och användes i 1819 års psalmbok till flera psalmer: nr 51, 156, 176, 315, 325, 458 samt några ytterligare i 1695 års psalmbok: nr 286 och 385.
Enligt 1921 års koralbok med 1819 års psalmer bearbetades melodin till en koral av Bartholomäus Gesius 1605, men denna insats finns inte omnämnd i någon annan psalmbok.

## Psalmer
- Gläd dig, du Kristi brud (1695 nr 116, 1819 nr 51, 1986 nr 104) "Melodiens huvudtext" Finns på Wikisource.
  - Du snöda värld, farväl (1695 nr 273, 1819 nr 458, 1937 nr 550) med annan melodi 1695
  - Jag vill i denna stund (1695 nr 18, 1819 nr 156, 1937 nr 192)
  - O, Herre, ho skall bo (1695 nr 41, 1819 nr 315, 1937 nr 223) Finns på Wikisource.
  - O huru ljuvlig är = Så skön och ljuvlig är (1695 nr 76, 1819 nr 325, 1986 nr 404)
  - På min Herre Gudh allen (1695 nr 385)
  - Sorgen för glädien går (1695 nr 286)
  - Varthän skall jag dock fly (1695 nr 292, 1819 nr 176, 1986 nr 545)